# Beau-François (téléfilm)
Pour l’article homonyme, voir Beau-François.
Pour plus de détails, voir Fiche technique et Distribution.
Beau-François est un téléfilm français réalisé par Roger Kahane en 1973. C'est une adaptation, par Marcel Jullian, du roman de Maurice Genevoix.

## Synopsis
Les forfaits des « Pingres » d’une bande de Chauffeurs d'Orgères (brûleurs de pieds) qui écumaient et terrifiaient les habitants de la Beauce sous le Révolution.

## Fiche technique
Source : IMDb, sauf mention contraire
- Réalisateur : Roger Kahane
- Scénariste : Maurice Genevoix et Marcel Jullian
- Directeur de la photographie : Georges Leclerc[1]
- Création des décors : Georges Levy [1]
- Création des costumes : Mick Bernard[1]
- Pays d'origine : France
- Genre : Film dramatique
- Date de diffusion : 31 mai 1974

## Distribution
- Laurent Terzieff…Beau-François
- Marcel Champel … Pingre #1
- Gérard Dournel … Pingre #2
- Jean Lescot … Pingre #3
- Pierre Baillot … Pingre #4
- Jean-Paul Farré … Pingre #5
- Betty Berr … Pingre #6
- Florence Haguenauer … Pingre #7
- Sylvie Lenoir … Pingre #8
- Xavier Depraz … Pingre #9
- Roger Desmare … Pingre #10
- Fabrice Dague … Pingre #11
- Jean-Pierre Sentier … Pingre #12
- Jean Turlier … Pingre #13
- Christian Van Cau … Pingre #14
- Christian Brocard … Pingre #15 (as Christian Broccard)
- André Zibral … Pingre #16
- Bernard Rahis … Pingre #17
- Samson Fainsilber … Un bourgeois
- Muse Dalbray … Une bourgeoise
- Régine Ginestet … Une bourgeoise
- Michel Morano … Un bourgeois
- François Salvaing … Une victime
- Silvie Feit … Une victime (as Sylvie Feit)
- Paul Savatier … Une victime
- Patrick Angoni … Une victime
- Sacha Tarride … Une victime
- Minnie Muller … Une victime
- Alice Reichen … Une victime
- Lucien Camiret … Une victime
- Joseph Fettig … Une victime
- Jacques François … Un noble
- Anne Seurat … Une noble
- Philippe Mareuil … Un noble
- François Darbon … Un membre de l'administration
- Luc Delhumeau … Un membre de l'administration
- Michel Charrel … Un membre de l'administration
- Jean Reney … Un membre de l'administration
- Jean-Claude Thibault … Un membre de l'administration
- Jean Renou … Un membre de l'administration
- Jo Charrier … Un des braves gens
- Jean-Noël Dupré … Un des braves gens
- Eugène Berthier … Un des braves gens
- Jean Blancheur … Un des braves gens
- Alfred Baillou … Un des braves gens
- Jean Billault … Un des braves gens
- Albert Harivel … Un des braves gens
- Adrien Pierre … Un des braves gens
- Lucien Stengel… Un gendarme et un paysan

## Lieux du tournage
Le film a été tourné aux alentours de, et dans la ville de Clamecy.

## Commentaire
Clément Ledoux (Le Canard enchaîné) : « Les scènes les plus affreuses sont exprimées en images superbes. On a l’angoisse au cœur et les yeux éblouis de beauté ».